# ブレット・J・グラドマン
ブレット・ジェイムズ・グラドマン（Brett J(ames). Gladman、1966年4月19日 - ）はカナダの天文学者。カナダのアルバータ州出身。
様々な銀河系の天体を発見した。
ブリティッシュコロンビア大学の教授である。